# Хнојње
Хнојње (слч. Hnojné) насељено је мјесто са административним статусом сеоске општине (слч. obec) у округу Михаловце, у Кошичком крају, Словачка Република.

## Становништво
| Година:    | 1994. | 2004.    | 2014.   | 2024.    |
| ---------- | ----- | -------- | ------- | -------- |
| Број људи: | 175   | 242      | 218     | 243      |
| Разлика:   |       | +38,28 % | -9,91 % | +11,46 % |

| Година:    | 2023. | 2024.   |
| ---------- | ----- | ------- |
| Број људи: | 251   | 243     |
| Разлика:   |       | -3,18 % |

Према подацима о броју становника из 2011. године насеље је имало 234 становника.